# ネイト・オルフ
ネイサン・アンドリュー・オルフ（Nathan Andrew Orf, 1990年2月1日 - ）は、アメリカ合衆国ミズーリ州セントチャールズ郡ウェンツビル出身の元プロ野球選手（ユーティリティープレイヤー）。右投右打。

## 経歴

### プロ入りとブルワーズ時代
2013年にアマチュア・フリーエージェントでミルウォーキー・ブルワーズと契約してプロ入り。契約後、傘下のパイオニアリーグのルーキー級ヘレナ・ブルワーズでプロデビュー。43試合に出場して打率.312、24打点、3盗塁を記録した。
2014年はA+級ブレバード・カウンティ・マナティーズでプレーし、123試合に出場して打率.283、2本塁打、43打点、7盗塁を記録した。8月31日のトロント・ブルージェイズ傘下のA+級ダニーデン・ブルージェイズとの試合では、投手を含む全9ポジションの守備に就いた。
2015年はAA級ビロクシ・シャッカーズでプレーし、127試合に出場して打率.274、2本塁打、43打点、5盗塁を記録した。オフにはアリゾナ・フォールリーグに参加し、サプライズ・サグアロスに所属した。
2016年はAA級ビロクシで開幕を迎え、シーズン途中にAAA級コロラドスプリングス・スカイソックスに昇格。2チーム合計で127試合に出場して打率.267、2本塁打、42打点、9盗塁を記録した。
2017年はAAA級コロラドスプリングスでプレーし、125試合に出場して打率.320、9本塁打、65打点、7盗塁を記録した。
2018年7月2日にメジャー契約を結んでアクティブ・ロースター入りした。同日のミネソタ・ツインズ戦でメジャーデビューを果たし、2日後の同カードでホセ・ベリオスからメジャー初安打となる本塁打を放った。ベンチに戻った後にヘスス・アギラーとマニー・ピーニャに肩車され、本拠地ミラー・パークのファンから祝福の歓声を受けた。8月31日にマイナー契約となった。この年はメジャーで15試合に出場して打率.095、1本塁打、1打点を記録した。
2019年はAAA級サンアントニオ・ミッションズでプレーし、125試合に出場して打率.272、11本塁打、65打点、11盗塁を記録したが、メジャーに昇格することはなかった。オフにFAとなった。

### アスレチックス時代
2019年11月25日にオークランド・アスレチックスとマイナー契約を結び、スプリングトレーニングに招待選手として参加することが発表された。
2020年9月13日にメジャー契約を結んでアクティブ・ロースター入りした。この年はメジャーで6試合に出場したが、安打を放つことはできなかった。
2021年2月16日に現役引退を表明した。

## 詳細情報

### 年度別打撃成績
| 年 度    | 球 団    | 試 合 | 打 席 | 打 数 | 得 点 | 安 打 | 二 塁 打 | 三 塁 打 | 本 塁 打 | 塁 打 | 打 点 | 盗 塁 | 盗 塁 死 | 犠 打 | 犠 飛 | 四 球 | 敬 遠 | 死 球 | 三 振 | 併 殺 打 | 打 率 | 出 塁 率 | 長 打 率 | O P S |
| -------- | -------- | ----- | ----- | ----- | ----- | ----- | -------- | -------- | -------- | ----- | ----- | ----- | -------- | ----- | ----- | ----- | ----- | ----- | ----- | -------- | ----- | -------- | -------- | ----- |
| 2018     | MIL      | 15    | 25    | 21    | 4     | 2     | 0        | 0        | 1        | 5     | 1     | 1     | 0        | 0     | 0     | 3     | 0     | 1     | 8     | 1        | .095  | .240     | .238     | .478  |
| 2020     | OAK      | 6     | 7     | 7     | 1     | 0     | 0        | 0        | 0        | 0     | 0     | 0     | 0        | 0     | 0     | 0     | 0     | 0     | 1     | 0        | .000  | .000     | .000     | .000  |
| MLB：2年 | MLB：2年 | 21    | 32    | 28    | 5     | 2     | 0        | 0        | 1        | 5     | 1     | 1     | 0        | 0     | 0     | 3     | 0     | 1     | 9     | 1        | .071  | .188     | .179     | .366  |

### 背番号
- 2（2018年）
- 45（2020年）